# Her Dream Man
Pour plus de détails, voir Fiche technique et Distribution.
Her Dream Man (littéralement, Son Homme de rêve) est un film muet américain réalisé par Lynn Reynolds, sorti en 1916.

## Fiche technique
- Titre : Her Dream Man
- Réalisation : Lynn Reynolds
- Scénario : Lynn Reynolds
- Producteur :
- Société de production :  Universal Film Manufacturing Company
- Société de distribution :  Universal Film Manufacturing Company
- Pays d'origine :  États-Unis
- Langue : film muet avec les intertitres en anglais
- Métrage : 300 m (1 bobine)
- Format : Noir et blanc — 35 mm — 1,33:1 — Muet
- Genre : Film dramatique
- Durée : 10 minutes
- Dates de sortie : 
  -  États-Unis : 23 janvier 1916

## Distribution
- Myrtle Gonzalez : Helen Wakefield
- Frank Newburg : Jack Armston
- Alfred Allen : John Brandt
- Josie Sedgwick : La femme de chambre d'Helen
- Val Paul (en) : William Courtney
- Fronzie Gunn : Mme William Courtney